# إدموند دافي
إدموند دافي (بالإنجليزية: Edmund Davy)‏ هو كيميائي أيرلندي، ولد في 1785 في بينزانس في المملكة المتحدة، وتوفي في 5 نوفمبر 1857.